# Josua Uffenheimer
Josua Uffenheimer (* um 1730 in Hohenems; † um 1785 in Kippenheim) war ein Schutzjude in Vorderösterreich. Er betätigte sich als Geldverleiher und Unternehmer.

## Leben
Josua Uffenheimer wohnte in Kippenheim, wo er zunächst ein Ladengeschäft für Stoffe und Wäsche betrieb. Seine Steuerveranlagung von jährlich 30 Gulden weist ihn als wohlhabend aus. Ebenso war er im Geldhandel tätig, was die Finanzierung einer Forderung von Kriegslieferungen an die kaiserliche Armee zeigt. Dafür lieh er 1754 dem Kloster Ettenheimmünster, der Stadt Ettenheim und drei benachbarten Dörfern 4100 Gulden. In Innsbruck besaß er zeitweise mit seinem Bruder Gabriel das Salzmonopol. Im Jahr 1773 übernahm Josua Uffenheimer die 1764 gegründete Woll-, Leinen- und Seidenfabrik im Zucht- und Arbeitshaus von Breisach. Die Regierung von Vorderösterreich überließ dazu die Arbeitskraft der Insassen. Das bankrotte Unternehmen modernisierte er nach seiner Übernahme, stellte Fachkräfte ein und ließ die Arbeitskräfte der Anstalt durch Bandweber anlernen. Gleichzeitig erweiterte Uffenheimer die Anzahl der Produkte, die er vor allem über jüdische Händler der nahen und weiteren Umgebung vertreiben ließ. Die Anzahl der Mitarbeiter betrug zwischen 300 und 400.
Der Abt Karl Vogler erlaubte im Jahr 1773 Josua Uffenheimer in den Gebäuden des Benediktinerklosters Schuttern eine Baumwollspinnerei und -weberei einzurichten. Das Kloster versprach sich dadurch hohe Einkünfte, die für die großzügigen Baumaßnahmen benötigt wurden. Hier beschäftigte Uffenheimer im Jahr 1775 folgende Belegschaft: 40 Spinner, 12 Weber, 5 Handwerker, 1 Färber, 1 Ausrüster und 1 Buchhalter.
Uffenheimer blieb trotz seines wirtschaftlichen Erfolges, er beschäftigte mehrere hundert Arbeiter, weiterhin Schutzjude ohne Bürgerrecht und ohne das Recht auf die freie Wahl des Wohnsitzes.
Josua Uffenheimer starb um das Jahr 1785, sein Grab befindet sich auf dem Jüdischen Friedhof in Schmieheim.